# Siergiej Kiriejew
Siergiej Jakowlewicz Kiriejew (ros. Сергей Яковлевич Киреев, ur. 16 października 1901 we wsi Łomowka w guberni włodzimierskiej, zm. 27 września 1990 w Gorkim (obecnie Niżny Nowogród)) – radziecki polityk, I sekretarz Komitetu Obwodowego WKP(b) w Gorkim (1946-1950).
1919-1921 służył w Armii Czerwonej, 1921-1922 słuchacz kursów kadry dowódczej Armii Czerwonej, 1923-1925 w wojskach OGPU, od 1925 w WKP(b). 1925-1930 instruktor, zastępca kierownika i kierownik wydziału Centralnej Spółdzielni Robotniczej w Niżnym Nowogrodzie, 1930-1935 studiował w Instytucie Przemysłowym w Gorkim, po czym został majstrem, potem kierownikiem wydziału i kierownikiem warsztatu w fabryce samochodów w Gorkim. 1938-1941 II sekretarz i II sekretarz rejonowego komitetu WKP(b) w Gorkim, od 22 marca do sierpnia 1941 sekretarz Komitetu Obwodowego WKP(b) w Gorkim ds. inżynierii, od sierpnia 1941 II sekretarz, a od 25 marca 1946 do 19 stycznia 1950 I sekretarz Komitetu Obwodowego WKP(b) w Gorkim. 1950-1953 kierownik warsztatu w fabryce samochodów w obwodzie czelabińskim, od 1953 dyrektor fabryki ciągników we Włodzimierzu, później zastępca przewodniczącego Sownarchozu Ekonomicznego Włodzimierskiego Rejonu Administracyjnego, od 1962 na emeryturze.

## Odznaczenia
- Order Czerwonego Sztandaru Pracy (dwukrotnie)
- Order Wojny Ojczyźnianej I klasy
- Order Czerwonej Gwiazdy

I medale.